# Vol Alaska Airlines 261
Le 31 janvier 2000, un McDonnell Douglas MD-83 effectuant le vol Alaska Airlines 261 entre Puerto Vallarta au Mexique et San Francisco, aux États-Unis, s'écrase dans l'océan Pacifique au large de Los Angeles, à environ 4,3 kilomètres au nord-est de l'île Anacapa en Californie, entraînant la mort des 83 passagers et cinq membres d'équipage.
L'enquête du Conseil national de la sécurité des transports américain (NTSB) déterminera la cause probable de l'accident, un entretien inadéquat de l'avion qui a entraîné une usure excessive et une défaillance de l'un des systèmes de commandes de vol durant la phase de croisière. Il en est résulté la « perte de contrôle en tangage de l'avion résultant de la défaillance en vol d'un vérin à vis à filetage trapézoïdal appartenant au système de compensation du stabilisateur horizontal ». La défaillance du filetage a été causée par une lubrification insuffisante par Alaska Airlines de l'ensemble du vérin ce qui a causé le retournement de l'avion.

## Avion et équipage
L'avion impliqué est un McDonnell-Douglas MD-83, numéro de série 53077 et immatriculé N963AS,,,. L'avion est livré neuf à Alaska Airlines en mai 1992,,. Âgé de près de huit ans et propulsé par deux turboréacteurs Pratt & Whitney JT8D, il cumule 26 584 heures de vol au cours de 14 315 vols au moment de l'accident,,.
Les pilotes du vol 261 sont tous deux très expérimentés. Le commandant de bord Edward Thompson, 53 ans, enregistre 17 750 heures de vol dont 4 150 heures sur MD-80. Il travaillait pour Jet America Airlines depuis 1982, puis pour Alaska Airlines lors de la fusion entre les deux compagnies aériennes en 1987. L'officier pilote de ligne William Tansky, 57 ans, cumule 8 140 heures de vol dont 8 060 sur MD-80. Il travaille pour Alaska Airlines depuis juillet 1985. De plus, il y a trois membres du personnel navigant commercial (PNC) à bord.

## Déroulement du vol

### Départ et premier segment du vol
Le vol Alaska Airlines 261 devait relier Puerto Vallarta, dans l'État de Jalisco sur la côte pacifique du Mexique, et Seattle, au nord-ouest des États-Unis, avec une escale à San Francisco. L'avion décolle de l'aéroport de Puerto Vallarta à 13 h 37 PST (21 h 37 UTC) à destination de l'aéroport international de San Francisco et se dirige vers son altitude de croisière de 31 000 pieds (9 450 mètres). Environ trois minutes après le décollage, à 13 h 40 min 12 s, les pilotes enclenchent le pilote automatique et approchent d'une altitude d'environ 6 200 pieds (1 890 mètres). À 13 h 53 min 12 s, alors que l'avion est en montée à environ 28 600 pieds (8 720 mètres), le pilote automatique se déconnecte. Au cours des sept minutes suivantes, l'avion continue « de monter à un rythme beaucoup plus lent » et il est « piloté manuellement en utilisant jusqu'à 50 livres-force [environ 222 newtons, soit l'équivalent d'une force de 22,6 kilogrammes] sur le manche ». Après environ une heure et cinquante-quatre minutes de vol en mode manuel, les pilotes réussissent à réactiver le pilote automatique vers 15 h 47.
Peu avant 15 h 49, l'équipage contacte les installations de maintenance de la compagnie aérienne à SeaTac dans l'État de Washington, sur une fréquence radio partagée avec les installations d'exploitation et de maintenance de l'aéroport international de Los Angeles, pour discuter d'un problème avec le stabilisateur horizontal et d'un éventuel déroutement vers Los Angeles. Le stabilisateur, qui semble bloqué, empêche le fonctionnement du système de compensation, qui effectue normalement de légers ajustements aux gouvernes pour maintenir l'avion stable en vol. À leur altitude et à leur vitesse de croisière, la position du stabilisateur coincé et les déconnexions du pilote automatique obligent les pilotes à tirer sur leurs manches avec une force d'environ 44,5 newtons (l'équivalent d'environ 4,5 kilogrammes) pour se maintenir à niveau. Ni l'équipage, ni la maintenance de la compagnie n'ont pu déterminer la cause du blocage et les tentatives répétées pour surmonter le problème avec les systèmes de compensation primaire et de secours échouent.
Pendant ce temps, l'équipage a plusieurs discussions avec le régulateur des vols de la compagnie pour savoir s'ils doivent se dérouter vers Los Angeles ou continuer comme prévu vers San Francisco. À 15 h 58 min 15 s, le commandant de bord choisit finalement de se dérouter vers l'aéroport de Los Angeles (LAX), déclarant : « Nous allons à LAX. On va rester en l'air encore un peu et brûler un peu plus de carburant »,. Plus tard, le Conseil national de la sécurité des transports américain (NTSB) constate que si « la décision de l'équipage de dérouter le vol vers Los Angeles [...] était prudente et appropriée, [...], le personnel de régulation d'Alaska Airlines semble avoir tenté d'influencer l'équipage pour qu'il continue vers San Francisco [...] au lieu de se dérouter vers Los Angeles ». Les transcriptions de l'enregistreur phonique du poste de pilotage (CVR) indiquent que le régulateur était préoccupé par l'effet sur la programmation et les horaires si le vol se déroutait.

### Première chute et récupération

Trajectoire et chronologie des derniers instants du vol Alaska Airlines 261.

À 16 h 9, le compensateur du stabilisateur horizontal se débloque brutalement et se déplace rapidement vers une position extrême de piqué, amenant l'avion dans un plongeon presque vertical. Ce dernier passe d'environ 31 050 pieds (9 465 mètres) à une altitude comprise entre 23 000 et 24 000 pieds (7 010 et 7 315 mètres) en près de quatre-vingts secondes, l'avion accélérant jusqu'à 353 nœuds (654 km/h). Vers 16 h 10, le commandant de bord informe le contrôle de la circulation aérienne de leurs problèmes de contrôle et alors que l'alarme du survitesse retentit dans le cockpit, il déclare : « On plonge. J'ai perdu le contrôle du tangage ». Les deux pilotes luttent ensemble pour reprendre le contrôle, et ce n'est qu'en tirant avec une force d'environ 600 newtons sur les commandes (l'équivalent d'environ 61,2 kilogrammes) qu'ils parviennent à arrêter la descente de 6 000 pieds par minute (1 830 mètres par minute) et à stabiliser le MD-83 aux environs de 24 400 pieds (7 440 mètres) et une vitesse de 262 nœuds (485 km/h) à 16 h 11 min 13 s.
Après que l'équipage a déclaré son intention d'atterrir à Los Angeles, le contrôleur aérien demande s'il souhaite descendre à une altitude inférieure en préparation de l'approche. Le commandant de bord répond alors : « Je dois descendre à environ dix [mille pieds], changer ma configuration, m'assurer que je peux contrôler l'avion et j'aimerais le faire ici au-dessus de la baie si je peux ». Plus tard, lors des audiences publiques sur l'accident, la demande du pilote de ne pas survoler les zones peuplées a été mentionnée. Pendant ce temps, l'équipage envisage et rejette toute autre tentative de correction de l'emballement du compensateur. Ils descendent progressivement à une altitude plus basse et commencent à configurer l'avion pour l'atterrissage à Los Angeles.

### Deuxième chute et collision avec l'océan
Vers 16 h 19 min 19 s, l'enregistreur phonique (CVR) enregistre les sons d'au moins quatre « bruits sourds » distincts, suivis environ dix-huit secondes plus tard par un « son extrêmement fort », car l'ensemble du vérin à vis surchargé s'est complètement désolidarisé et s'est séparé de l'écrou à filetage trapézoïdal qui le maintenait en place. En conséquence, le stabilisateur horizontal se braque vers le bas et l'avion bascule rapidement en piqué. Plusieurs appareils à proximité avaient été alertés par le contrôleur pour maintenir un contact visuel avec l'avion et ils ont immédiatement contacté le contrôleur, l'un d'eux déclarant : « Cet avion vient de commencer à faire un grand plongeon ». Le contrôleur tente alors de contacter l'avion, mais aucune réponse ne lui parvient. L'équipage d'un autre avion de ligne présent dans le secteur rapporte : « Il est clairement hors de contrôle ». Bien que le CVR ait enregistré le copilote déclarant « Mayday », aucune communication radio n'a été reçue par le contrôle aérien pendant la chute finale.
Pendant toute la durée de la chute, les pilotes effectuent des tentatives continues pour reprendre le contrôle de l'avion. À un moment donné, dans l'impossibilité de lever le nez, ils tentent de faire voler l'avion à l'envers dans un effort pour garder le contrôle. L'inversion de l'avion réussit à arrêter la descente pour amener l'appareil dans une position presque en palier juste avant l'impact, mais à ce moment-là, il a déjà perdu trop d'altitude, ayant chuté de 18 000 pieds (5 490 mètres) en quatre-vingt-une secondes, bien trop pour une possibilité de récupération. Au total, les pilotes luttent durant près d'une minute et vingt secondes pour tenter de reprendre le contrôle.
Le vol 261 percute l'océan Pacifique vers 16 h 20 min 57 s, à environ vingt-trois kilomètres au large de la côte californienne, entre la ville côtière de Port Hueneme, en Californie, et l'île Anacapa. À ce moment-là, des pilotes volant à proximité contactent une nouvelle fois le contrôleur aérien, déclarant pour l'un d'entre eux : « ... et il vient de toucher l'eau ». L'avion est détruit par les forces d'impact et tous les occupants à bord sont tués sur le coup.

## Passagers
Les trois agents de bord et quarante-sept des passagers à bord de l'avion se rendaient à Seattle. Trente-deux passagers se rendaient à San Francisco, trois étaient à destination d'Eugene dans l'Oregon et trois autres allaient à Fairbanks, en Alaska. Parmi les passagers se trouvaient un Mexicain et un Britannique, tous les autres étant des citoyens américains,.
Au moins trente-cinq occupants étaient connectés d'une manière ou d'une autre à Alaska Airlines ou à sa société sœur Horizon Air, y compris douze employés, ce qui a conduit de nombreux membres du personnel des deux compagnies aériennes à commémorer les personnes disparues dans l'accident,. Alaska Airlines a déclaré qu'il était courant, sur les vols moins fréquentés, que les employés occupent des sièges qui autrement auraient été laissés vides. Des bouquets de fleurs commencent à arriver au siège de la société à SeaTac dans l'État de Washington, le lendemain de l'accident.
En raison des forces d'impact extrêmes, seuls quelques corps ont été retrouvés entiers et aucun n'était visuellement identifiable. Tous les passagers ont été identifiés à l'aide d'empreintes digitales, de dossiers dentaires, de tatouages, d'objets personnels et d'un examen anthropologique.

## Enquête

### Récupération et analyse de l'épave

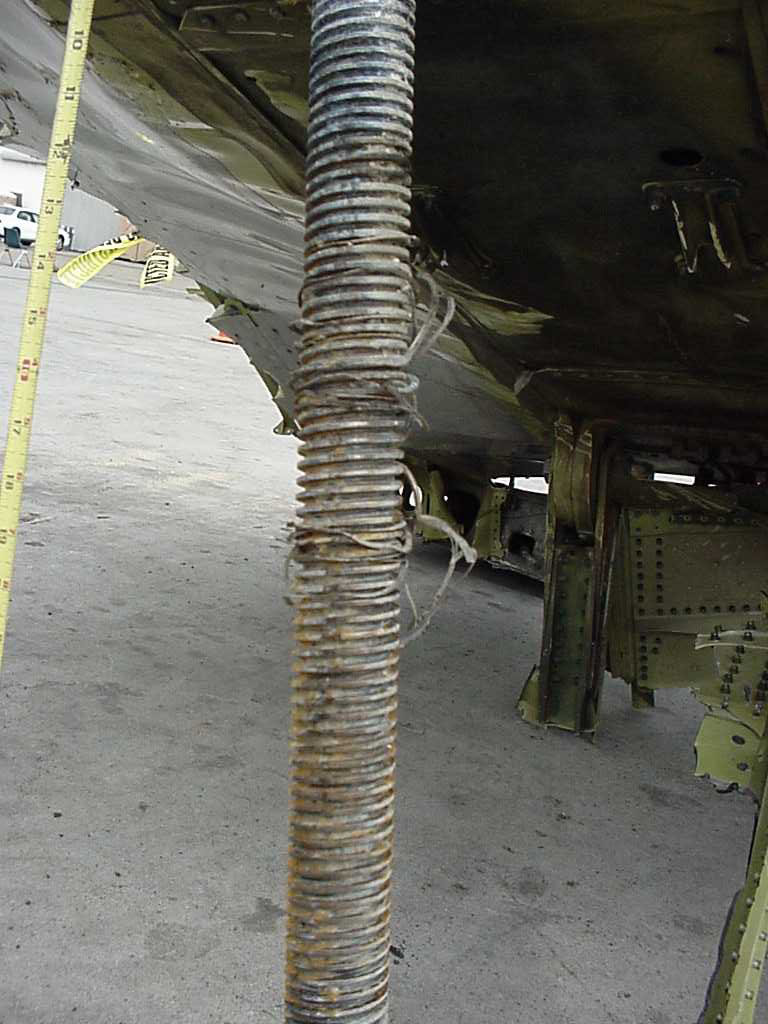
Le vérin à vis du vol Alaska Airlines 261 récupéré parmi les débris. Les filaments en spirale enroulés autour de la partie filetée sont les restes du filetage de l'écrou détaché de l'ensemble.

À l'aide d'un sonar à balayage latéral, de véhicules sous-marin téléguidé (ROV) et d'un chalutier de pêche commerciale, environ 85 % du fuselage de l'avion (y compris la partie arrière) et la majorité des composants de l'aile sont récupérés. De plus, les deux moteurs, ainsi que l'enregistreur de données de vol (FDR) et l'enregistreur phonique (CVR) sont récupérés. Tous les débris récupérés sur le site de l'accident sont déchargés dans la petite municipalité de Port Hueneme, sur la côte de Californie, pour examen par les enquêteurs du NTSB. Le vérin à vis à filetage trapézoïdal du système de compensation du stabilisateur horizontal (également appelé « vis acmé ») et l'écrou correspondant, dans lequel tourne le vérin, sont également retrouvés par les plongeurs. Le vérin a été fabriqué en acier cémenté et mesure environ 56 centimètres (22 pouces) de long et 3,8 centimètres (1,5 pouce) de diamètre. L'écrou a été fabriqué à partir d'un alliage de cuivre plus tendre contenant de l'aluminium, du nickel et du bronze. Lorsque le vérin à vis tourne, il se déplace vers le haut ou vers le bas à travers l'écrou, qui reste fixe, et ce mouvement linéaire déplace le système de compensation du stabilisateur horizontal. Sur la pièce récupérée, il est rapidement constaté que le vérin à vis possède des filaments métalliques enroulés autour, qui sont ensuite identifiés comme étant les restes du filetage de l'écrou.
Une analyse ultérieure estime que 90 % du filetage de l'écrou s'était déjà usé auparavant et qu'il s'est finalement détaché pendant le vol 261 en route vers San Francisco. Une fois le filetage rompu, l'ensemble du stabilisateur horizontal a été soumis à des forces aérodynamiques auxquelles il n'était pas conçu pour résister, conduisant à une défaillance complète de l'ensemble du stabilisateur. Sur la base du temps écoulé depuis la dernière inspection de l'ensemble du vérin, le NTSB détermine que le filetage de l'écrou s'est détérioré de 0,3 millimètre (0,012 pouce) par 1 000 heures de vol, beaucoup plus rapidement que l'usure prévue de 0,025 millimètre (0,001 pouce) par 1 000 heures de vol. Au cours de l'enquête, le NTSB passe en revue un certain nombre de raisons potentielles pouvant expliquer la détérioration importante du filetage de l'écrou sur l'ensemble du vérin, y compris le remplacement par Alaska Airlines (avec l'approbation de l'avionneur McDonnell Douglas) d'une graisse au lieu du lubrifiant précédemment approuvé mais cela n'est pas considéré comme un facteur dans l'accident. Toutefois, une lubrification insuffisante des composants est finalement considérée comme une raison de l'usure.

### Maintenance et mauvaise lubrification
L'examen du vérin et de l'écrou révèle qu'aucune lubrification efficace n'était présente sur ces composants au moment de l'accident et il est déterminé que le manque de lubrification du filetage de l'écrou et l'usure excessive qui en résulte sont les causes directes de l'accident. Cette mauvaise lubrification a entraîné une usure anormale du filetage de l'écrou dans lequel la vis tournait. Ainsi, lorsque les pilotes ont tenté de manœuvrer le compensateur, la vis n'était plus retenue par son écrou et ce dernier est sorti de ses limites d'utilisation. Environ dix minutes plus tard, une autre partie du mécanisme qui retenait le compensateur se brise et entraîne l'avion dans un plongeon irrécupérable.
Par la suite, l'enquête cherche à déterminer pourquoi la maintenance programmée n'a pas permis de lubrifier adéquatement le vérin à vis. Lors d'entretiens avec le mécanicien d'Alaska Airlines à San Francisco qui a effectué la dernière lubrification, il est révélé que la tâche a duré environ une heure, alors que l'avionneur estime qu'elle devrait prendre quatre heures. Cette preuve et d'autres suggèrent au NTSB que « le mécanicien [...] qui était chargé de lubrifier le vérin à vis en septembre 1999 n'a pas correctement exécuté la tâche ». Des tests en laboratoire ont montré que l'usure excessive de l'ensemble du vérin à vis n'aurait pas pu s'accumuler au cours de la période de quatre mois entre la maintenance de septembre 1999 et le jour de l'accident. Par conséquent, le NTSB conclut que « plus [d'examen de maintenance] que la dernière lubrification ont été manquée ou effectuée de manière inadéquate ».
Une inspection d'entretien périodique appelée « vérification du jeu axial » a été utilisée pour surveiller l'usure de l'ensemble du vérin. Le NTSB a examiné pourquoi la dernière vérification du jeu axial de l'appareil accidenté en septembre 1997 n'avait pas révélé d'usure excessive. L'enquête révèle qu'Alaska Airlines avait fabriqué des outils destinés à être utilisés lors de la vérification du jeu qui ne répondaient pas aux exigences du fabricant. Des tests ont révélé que les outils non standard utilisés par Alaska Airlines pouvaient entraîner des mesures inexactes et qu'il était possible que si des mesures précises avaient été obtenues au moment de la dernière inspection, elles auraient pu indiquer une usure excessive et la nécessité de remplacer les composants concernés.

### Extension des intervalles de maintenance
Entre 1985 et 1996, Alaska Airlines a progressivement augmenté la période entre la lubrification des vérins et les vérifications du jeu axial, avec l'approbation de la Federal Aviation Administration (FAA), l'agence gouvernementale chargée des réglementations et des contrôles concernant l'aviation civile aux États-Unis. Étant donné que chaque lubrification ou vérification du jeu axial qui n'a pas été effectuée par la suite a représenté une occasion de lubrifier adéquatement le vérin ou de détecter une usure excessive, le NTSB a examiné la justification de ces extensions des intervalles de maintenance. Dans le cas d'intervalles de lubrification prolongés, l'enquête n'a pas pu déterminer quels renseignements, le cas échéant, avaient été présentés par Alaska Airlines à la FAA avant 1996. Selon le témoignage d'un inspecteur de la FAA concernant une prolongation accordée en 1996, Alaska Airlines a soumis des documents de McDonnell Douglas pour justifier leur prolongation.
Des vérifications du jeu axial ont été effectuées au cours d'un processus périodique de révision complète de la cellule appelé « visite de type C ». Selon le témoignage du directeur des programmes de fiabilité et de maintenance d'Alaska Airlines, un package d'analyse des données basé sur l'historique de maintenance de cinq avions échantillons a été soumis à la FAA pour justifier la période prolongée entre les visites de type C. Les tâches de maintenance individuelles (telles que la vérification du jeu axial) n'ont pas été prises en compte séparément dans cette extension. Le NTSB a constaté que « l'extension de l'intervalle de contrôle du jeu axial d'Alaska Airlines aurait dû être, mais n'a pas été, étayée par des données techniques adéquates pour démontrer que l'extension ne présenterait pas de danger potentiel ».

### Surveillance de la FAA
Une inspection spéciale menée par le NTSB en avril 2000 sur Alaska Airlines a révélé des lacunes importantes et généralisées que « la FAA aurait dû découvrir plus tôt ». L'enquête conclut que « la surveillance par la FAA d'Alaska Airlines était insuffisante depuis au moins plusieurs années ». Le NTSB a noté qu'en juillet 2001, un groupe spécial de la FAA avait déterminé qu'Alaska Airlines avait corrigé les lacunes précédemment identifiées. Cependant, plusieurs facteurs ont amené le NTSB à remettre en question « la profondeur et l'efficacité des mesures correctives d'Alaska Airlines » et « l'adéquation générale du programme de maintenance d'Alaska Airlines ».
L'enquête sur la surveillance des programmes de maintenance par la FAA a identifié des problèmes systémiques, notamment sur la dotation en personnel inadéquate, sur le processus d'approbation des prolongations d'intervalle de maintenance et sur les exigences de certification des aéronefs.

### Problèmes de conception et de certification des aéronefs
L'ensemble du vérin a été conçu avec deux filets indépendants, dont chacun était suffisamment solide pour résister aux forces exercées sur celui-ci. Les procédures de maintenance telles que la lubrification et les vérifications du jeu axial devaient détecter toute usure excessive avant qu'elle ne progresse vers un point de défaillance du système. Les concepteurs de l'avion ont supposé qu'au moins un jeu de filets serait toujours présent pour porter les charges placées dessus et par conséquent, les effets d'une défaillance catastrophique de ce système n'ont pas été pris en compte et aucune disposition de « sécurité intégrée » n'était jugée nécessaire.
Pour que ce composant de conception soit approuvé (« certifié ») par la FAA sans aucune disposition de sécurité intégrée, une défaillance devait être considérée comme « extrêmement improbable ». Cela a été défini comme « ayant une probabilité de l'ordre de 1 × 10−9 ou moins à chaque heure de vol ». L'accident a montré que certains mécanismes d'usure pouvaient affecter les deux ensembles de filets et que l'usure pouvait ne pas être détectée. Le NTSB a déterminé que la conception de « l'assemblage du vérin du stabilisateur horizontal ne tenait pas compte d’[une potentielle] perte des filets de l'écrou comme un mode de défaillance catastrophique en un point ».
En 2001, la National Aeronautics and Space Administration (NASA) a reconnu le risque pour son matériel (comme la navette spatiale) associé à l'utilisation de vérins similaires. Un correctif technique développé par les ingénieurs de la NASA et de United Space Alliance promet de rendre les pannes progressives faciles à voir et donc les pannes complètes d'un vérin moins probables.

### Conclusions
Le NTSB nota que les concepteurs de l'avion n'avaient pas prévu de système de secours au cas où la vis viendrait à sortir de son écrou. Au lieu de cela, ils avaient tablé sur les entretiens pour déterminer le degré d'usure de la vis et de l'écrou et pour décider de leur remplacement éventuel. Le NTSB indiqua qu'il n'était pas approprié de confier à la seule maintenance le rôle d'identifier une rupture imminente d'un composant aussi capital.
L'enquête a aussi montré de graves négligences dans l'entretien des avions par Alaska Airlines. Ainsi, six autres MD-83 de la compagnie présentaient le même défaut grave d'absence de graissage ou de changement de la pièce de gouverne qui a lâché sur l'avion accidenté. Alaska Airlines utilisait aussi une méthode particulière pour la vérification de l'usure de la vis. La procédure donnée par le fabricant prévoyait l'usage d'un outil particulier. En plus de cet outil, la compagnie en avait fabriqué dans ses ateliers de maintenance. Toutefois, ceux-ci ne correspondaient pas aux dimensions de l'outil recommandé par le fabricant. Cette compagnie faisait d'ailleurs l'objet d'une enquête de l'administration aérienne américaine, à la suite d'une dénonciation du chef mécanicien de sa compagnie de graves défaillances dans la maintenance des avions pour des raisons d'économies et d'une plus grande disponibilité au vol des avions.
D'après l'émission Air Crash, la durée du cycle de maintenance (et donc de contrôle de l'état et de la lubrification) de cette pièce, qui était de 600 heures, avait été portée à plus de 2 300 heures par Alaska Airlines. Ce choix avait été fait uniquement pour des raisons économiques.
De plus, l'ancien chef de l'atelier de maintenance, mis en repos forcé par sa hiérarchie pour avoir dénoncé aux autorités fédérales les lacunes de la compagnie dues à ses choix économiques, avait participé à la dernière grande visite de cet appareil et avait signalé la nécessité de changer cette pièce, ce qui n'avait pas été fait.
Pour leur action durant la tentative de sauvetage de l'avion, les deux pilotes reçurent la médaille d'or de l'héroïsme de l'Air Line Pilots Association, seule fois où cette distinction a été donnée à titre posthume.

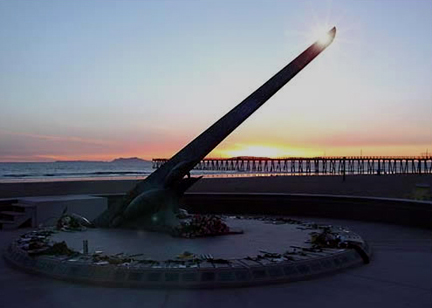
Le mémorial, un cadran solaire.

Après l'accident, le numéro de vol 261 fut retiré et remplacé par le numéro 289.
Un mémorial a été construit à Port Hueneme, non loin du lieu de la catastrophe. C'est un cadran solaire qui projette une ombre sur la plaque du mémorial chaque 31 janvier à 16 h 22, jour et heure de l'accident.

## Médias
L'accident a fait l'objet de deux épisodes dans la série documentaire Air Crash nommé « Plongeon mortel » (saison 1 - épisode 4) et « Chute dans le Pacifique » (saison 22 - épisode 5). Le film Flight sorti en 2012 s'inspire de l'accident.